# 亞歷克西斯·弗洛雷斯
亞歷克西斯·弗洛雷斯（Alexis Flores，1975年7月18日—），美國聯邦調查局的通緝犯。他在2000年時在賓夕法尼亞州綁架並殺害年僅5歲的小埃里亞娜·迪斯（Iriana DeJesus）而被通緝，並於2007年6月2日至2025年3月6日時，被列為美國聯邦調查局十大通緝要犯。

## 謀殺
2000年時，亞歷克西斯化名為「卡洛斯」（Carlos）在費城流浪。他獲得了附近居民豪爾赫·孔特雷拉斯（Jorge Contreras）的援助，後者除了提供他衣服和住所外，甚至還幫他謀得一份清潔工的工作。他誠懇而認真的工作態度大大贏得豪爾赫的信任，因而在離家時將家鑰匙交給他，任他自由進出。而小埃里亞娜就在那一天（2000年7月29日）失蹤。目擊者表示曾看到「卡洛斯」與小埃里亞娜手牽著手，顯然已獲得後者的信任。
小埃里亞娜的屍體在她失蹤後5天在亞歷克西斯住的公寓裡被找到，那裡早已人去樓空。根據警方的調查，小埃里亞娜在生前曾遭性侵，並在地下室被勒死。警方在她的屍體旁發現一件沾了血的上面有政治標誌的襯衫，並被豪爾赫證實那是他借給「卡洛斯」穿的衣服。「卡洛斯」因而成為此命案的最大嫌疑犯。

## 遣返
「卡洛斯」在小埃里亞娜失蹤的同時也一起消失。警方對他發出通緝令，並將他的側臉畫像刊於「全美通緝犯名單」上，但仍未尋獲。2002年，弗洛雷斯於亞利桑那州被逮捕，罪名是竊盜，但沒有人知道他就是「卡洛斯」。2004年11月警方到他家處理噪音投訴時，弗洛雷斯因偽造證件而被逮捕。在當地，偽造文書屬於重罪。他以合作的態度告訴移民官員，在搬到亞利桑那前，自己住在伊利諾州的紹姆堡。弗洛雷斯後因偽造文書而被拘役60天後，因非法移民而被遣送回母國宏都拉斯。

## DNA鑑定與全面通緝

弗洛雷斯的通緝令

2007年3月，鑑識人員透過美國國家DNA數據庫確認留在賓夕法尼亞案發現場的卡洛斯DNA與弗洛雷斯的DNA吻合，確定卡洛斯就是因非法移民而被遣返的弗洛雷斯。3月22日，賓夕法尼亞州對弗洛雷斯發布拘捕令，罪名包含謀殺在內等多項罪行。东区联邦地区法院也對其發布聯邦拘捕令。6月2日，聯邦調查局再將他加到十大通緝犯名單中，頂替被逮捕的Shauntay Henderson，並提供10萬美元的懸賞。他也上了國際刑警組織的紅色通緝令。在通緝單中，弗洛雷斯被描述為精通西班牙語和英語、有槍枝、且非常危險，並有可能躲在祖國宏都拉斯，或回到了美國。2024年3月，聯邦調查局發表了弗洛雷斯的相貌模擬圖以供辨識。
2025年3月6日，聯邦調查局以其「不再符合列名條件」為由，把弗洛雷斯自十大通緝要犯除名。隨後由Ryan Wedding頂替。聯邦調查局依舊在通緝要犯清單中，列出「弗洛雷斯」的名字。

## 外部連結
- 聯邦調查局十大通緝要犯中弗洛雷斯的檔案（英文）